# Južno vojaško okrožje
Južno vojaško okrožje (rusko Южный военный округ, latinizirano: Južnij vojennij okrug) je vojaško okrožje Ruske federacije.
Je eno izmed petih vojaških okrožij Oboroženih sil Ruske federacije, odgovorno predvsem za južnorusko regijo Kavkaz in ruska vojaška oporišča v bivših sovjetskih državah. Južno vojaško okrožje je nastalo v okviru ruske vojaške reforme leta 2008 in je bilo ustanovljeno s predsedniškim ukazom št. 1144, podpisanim 20. septembra 2010. Obsegalo je bivše Severnokavkaško vojaško okrožje in Črnomorsko floto ter Kaspijsko flotiljo. Okrožje je začelo z delovanjem 22. oktobra 2010 pod poveljstvom generalpolkovnika Aleksandra Galkina.
Južno vojaško okrožje je najmanjše rusko vojaško okrožje po površini. Okrožje vsebuje 13 federalnih subjektov Rusije: Adigejo, Astrahansko oblast, Čečenijo, Dagestan, Ingušetijo, Kabardino-Balkarijo, Kalmikijo, Karačajevo-Čerkezijo, Krasnodarski okraj, Severno Osetijo - Alanijo, Rostovsko oblast, Stavropolski okraj in Volgograjsko oblast. Po ruskem napadu na Ukrajino leta 2014 in 2022 nadzira tudi šest (delno) okupiranih ukrajinskih regij; republika Krim, Donecka in Luganska ljudska republika, Hersonska in Zaporoška oblast ter Sevastopol.
Generalštab je v Rostovu na Donu, trenutni poveljnik (od 23. januarja 2023) pa je generalpolkovnik Sergej Kuzovlev.

## Enote
- 8. kombinirana armada (generalštab Novočerkassk):
  - 20. gardna motorizirana strelska divizija
  - 150. motorizirana strelska divizija
- 49. kombinirana armada (generalštab Stavropol):
  - 34 motorizirana strelska brigada
  - 205. motorizirana strelska brigada
- 58. kombinirana armada (generalštab Vladikavkaz):
  - 19. motorizirana strelska divizija
  - 42. gardna motorizirana strelska divizija
- 1. korpus (generalštab Doneck)
- 2. gardni korpus (generalštab Lugansk)
- 102. vojaško oporišče (Gjumri, Armenija)
- 4. gardna zračna armada (generalštab Rostov na Donu):
  - 1. gardna divizija mešane aviacije (generalštab zračna baza Krimsk: Su-27, Millerovo: Su-30, Morozovsk: Su-34, Budennovsk: Su-25)
  - 4. divizija mešane aviacije (generalštab zračna baza Marinovka: Su-27, Primorsko-Ahtarsk: Su-25)
  - 27. divizija mešane aviacije (generalštab zračna baza Gvardejskoje: Su-24, Belbek: Su-27)
  - 31. divizija zračne obrambe (generalštab Sevastopol)
  - 51. divizija zračne obrambe (generalštab Rostov na Donu)
- Črnomorska flota (generalštab Sevastopol)
  - 22. korpus (generalštab Sevastopol)
- Kaspijska flotilja (generalštab Astrahan)